# 劉自存
劉自存（1531年—？年），字體心，號翼吾，河南開封府扶溝縣人，明朝政治人物。

## 生平
由縣學生中式嘉靖四十三年（1564年）甲子科河南乡试第三十六名，诗二房，四十四年乙丑科会试十一名，第三甲第三百零一名進士。。吏部观政，四十五年十二月授行人，隆慶四年（1570年）五月升刑部主事，五年三月调兵部，六年七月升员外，万历元年（1573年）八月官至湖广按察司佥事，三年二月致仕，卒。

## 家族
曾祖劉憲，義官；祖劉瑞，知縣贈侍郎；父劉柬，府同知進階奉政大夫；母曹氏，贈宜人；繼母安氏。永感下，妻馬氏，兄自修（知州）；自任（序班）；劉自強（都察院右副都御史、刑部尚書）；自秀（監生），弟自養（貢士）；自充（監生）；自樂；自勵；自警；自營。